# Falden Kvinde
Falden Kvinde (originaltitel: The Sin of Madelon Claudet) er en amerikansk dramafilm fra 1931 instrueret af Edgar Selwyn. Manuskriptet blev skrevet af Charles MacArthur og Ben Hecht, baseret på skuespillet Lullaby af Edward Knoblock.
Filmen har Helen Hayes i hovedrollen. Hayes vandt en Oscar for bedste kvindelige hovedrolle ved Oscaruddelingen 1932.